# Shine (album de Joni Mitchell)
Pour les articles homonymes, voir Shine.
Albums de Joni Mitchell
Songs of a Prairie Girl
(2005) Love Has Many Faces: A Quartet, A Ballet, Waiting to Be Danced
(2014)
Shine est le dix-neuvième et dernier album studio de Joni Mitchell, sorti le 25 septembre 2007.
Avec cet album, Mitchell signe son retour dans le monde de la musique, qu'elle avait quitté en 2002. Elle signe là dix compositions complexes, graves et légères à la fois, sur des thèmes engagés.
Toutes les chansons ont été écrites, composées, produites et jouées par Joni Mitchell (à l'exception de If adapté d'un poème de Rudyard Kipling), accompagnée parfois d'un ou deux musiciens supplémentaires.
L'album a reçu un excellent accueil de la part de la critique et du public. Il s'est classé 14e au Billboard 200 et au Top Internet Albums.
En 2008, la pièce qui ouvre l'album, One Week Last Summer, a remporté le Grammy Award de la « meilleure prestation pop instrumentale ».

## Liste des titres
| No  | Titre                  | Durée |
| --- | ---------------------- | ----- |
| 1.  | One Week Last Summer   | 4:59  |
| 2.  | This Place             | 3:54  |
| 3.  | If I Had a Heart       | 4:04  |
| 4.  | Hana                   | 3:43  |
| 5.  | Bad Dreams             | 5:41  |
| 6.  | Big Yellow Taxi (2007) | 2:47  |
| 7.  | Night of the Iguana    | 4:38  |
| 8.  | Strong and Wrong       | 4:04  |
| 9.  | Shine                  | 7:29  |
| 10. | If                     | 5:32  |

## Personnel
- Joni Mitchell : chant, guitare, piano, claviers
- Larry Klein : basse, contrebasse
- Greg Leisz : guitare pedal steel
- Brian Blade : batterie
- Bob Sheppard : saxophone alto & soprano
- Paulinho Da Costa : percussions sur Hana
- James Taylor : guitare acoustique sur Shine